# توکای سینه‌کم‌رنگ
توکای سینه‌کم‌رنگ‌ یا توکای سینه‌رنگ‌پریده (نام علمی: Turdus leucomelas) گونه‌ای از پرندگان خانواده توکایان است.
در طیف گسترده‌ای از زیستگاه‌های جنگلی در شرق و شمال آمریکای جنوبی، از برزیل، کلمبیا تا اروگوئه، با جمعیت محلی در غرب یافت می‌شود.
بیشتر میوه‌ها را می‌خورد، اما کرم‌ها، حشرات و مارمولک‌ها را نیز می‌خورد.